# واچ هیل (رود آیلند)
واچ هیل (به انگلیسی: Watch Hill) شهری در ایالت رود آیلند کشور ایالات متحده آمریکا است که جمعیت آن در سرشماری سال ۲۰۱۰ میلادی، ۱۵۴ نفر بوده‌است.